# Jai Bhim
Jai Bihm is een Indiase Kollywoodfilm uit 2021. De film is gebaseerd op een waargebeurde kastdiscriminatierechtszaak uit 1993. De film ontving lovende kritieken toen hij uitkwam en heeft een zeldzame score van 100% op Rotten Tomatoes, wat aangeeft dat alle grote internationale publicaties een positieve recensie gaven.  De film werd gemaakt onder samenwerkingsverband tussen de Indiase filmstudio 2D entertainment en Amazon MGM Studios, en ondervond zijn internationale première op 2 november 2021 op streamingdienst Prime Video.

## Verhaal
Wanneer een man wordt gearresteerd voor een vermeende diefstal, wendt zijn vrouw zich tot een mensenrechtenadvocaat om te helpen gerechtigheid te brengen.